# The Raven That Refused to Sing (And Other Stories)
The Raven That Refused to Sing (And Other Stories) je třetí sólové studiové album britského hudebníka Stevena Wilsona. Jeho nahrávání probíhalo v září 2012 ve studiu East West Studios v Los Angeles a album vyšlo v únoru 2013 u vydavatelství Kscope. Jeho producentem byl Wilson společně s Alanem Parsonsem.

## Seznam skladeb
Všechny skladby napsal Steven Wilson.
| Pořadí | Název                          | Délka |
| ------ | ------------------------------ | ----- |
| 1.     | Luminol                        | 12:10 |
| 2.     | Drive Home                     | 7:37  |
| 3.     | The Holy Drinker               | 10:14 |
| 4.     | The Pin Drop                   | 5:03  |
| 5.     | The Watchmaker                 | 11:42 |
| 6.     | The Raven That Refused to Sing | 7:57  |

## Obsazení
- Steven Wilson – zpěv, mellotron, klávesy, kytary, baskytara
- Guthrie Govan – kytary
- Nick Beggs – baskytara, Chapman Stick, doprovodné vokály
- Adam Holzman – klávesy, varhany, klavír, syntezátor
- Marco Minnemann – bicí, perkuse
- Theo Travis – flétna, saxofon, klarinet
- Jakko Jakszyk – zpěv
- Alan Parsons – kytara
- Dave Stewart – aranžmá smyčců
- London Session Orchestra – smyčce